# 리나 라리사 슈트랄
리나 라리사 슈트랄(Lina Larissa Strahl, 1997년 12월 15일 ~ )은 독일의 싱어송라이터, 배우이다.

## 음반 목록
- Official (2016)
- Ego (2017)
- R3bellin (2018)